# 張凱鈞
張凱鈞（1977年12月31日—），政治人物，現為台灣民眾黨中央委員、台灣民眾黨台商事務委員會主委、聯速科技有限公司負責人。英國倫敦大學博士。曾任美國協和大學客座教授。曾任中華民國陸軍少校，曾參選2018年臺北市議員和2022年新北市議員，均未當選。

## 經歷

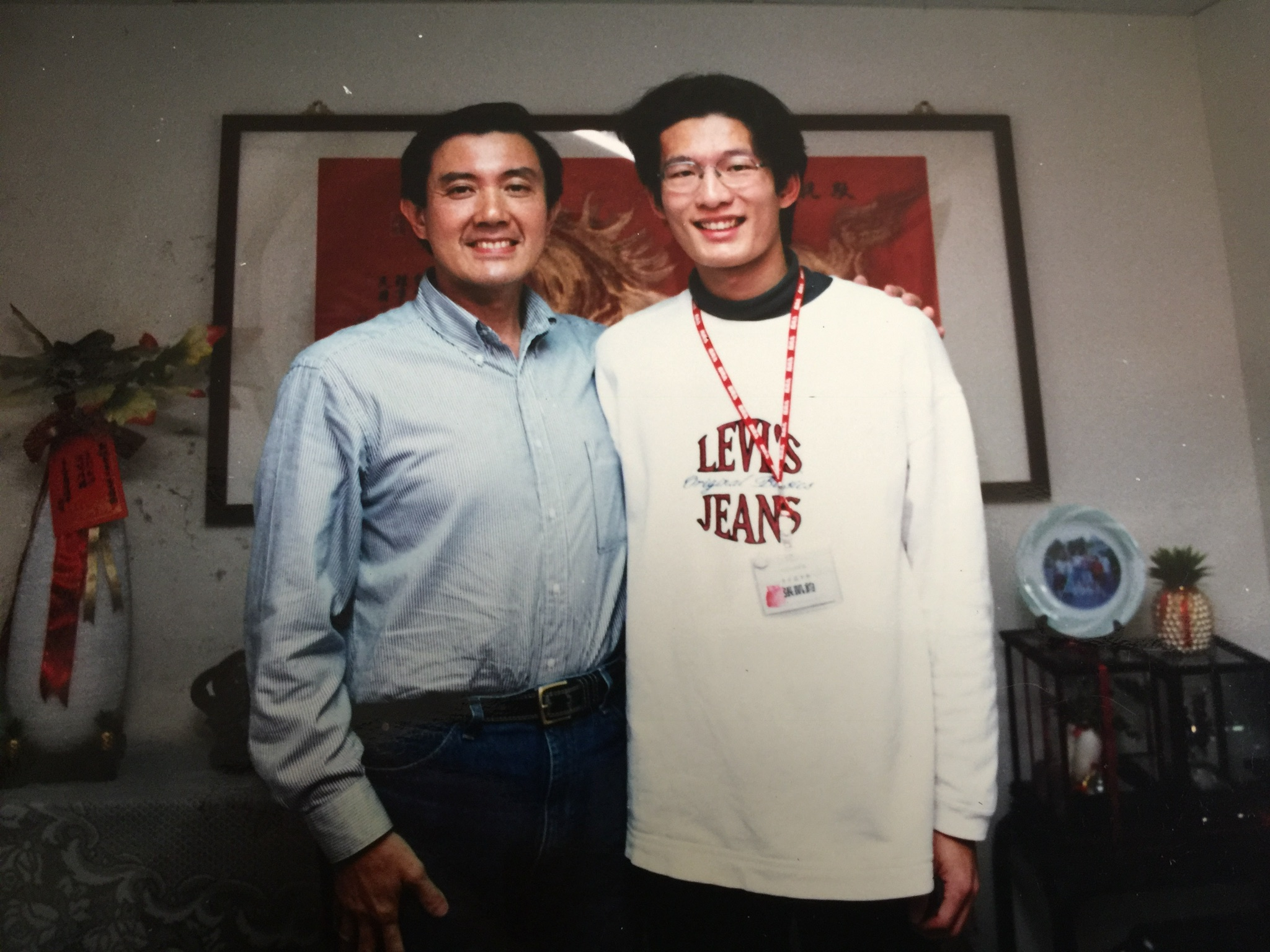
1998年馬英九法務部長辭官期間與學生張凱鈞的合照

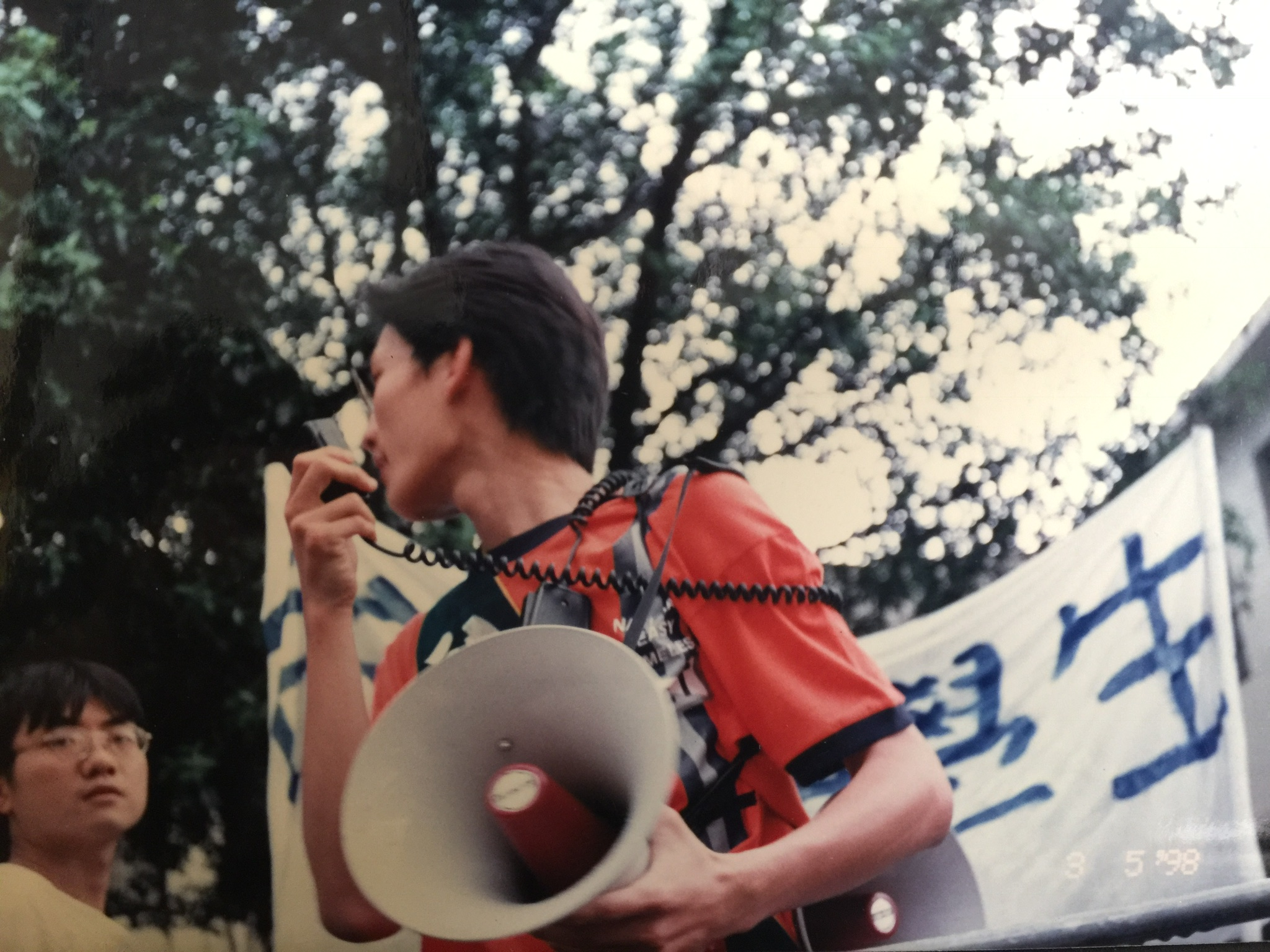
1999年爭取軍中人權-人人平安退伍

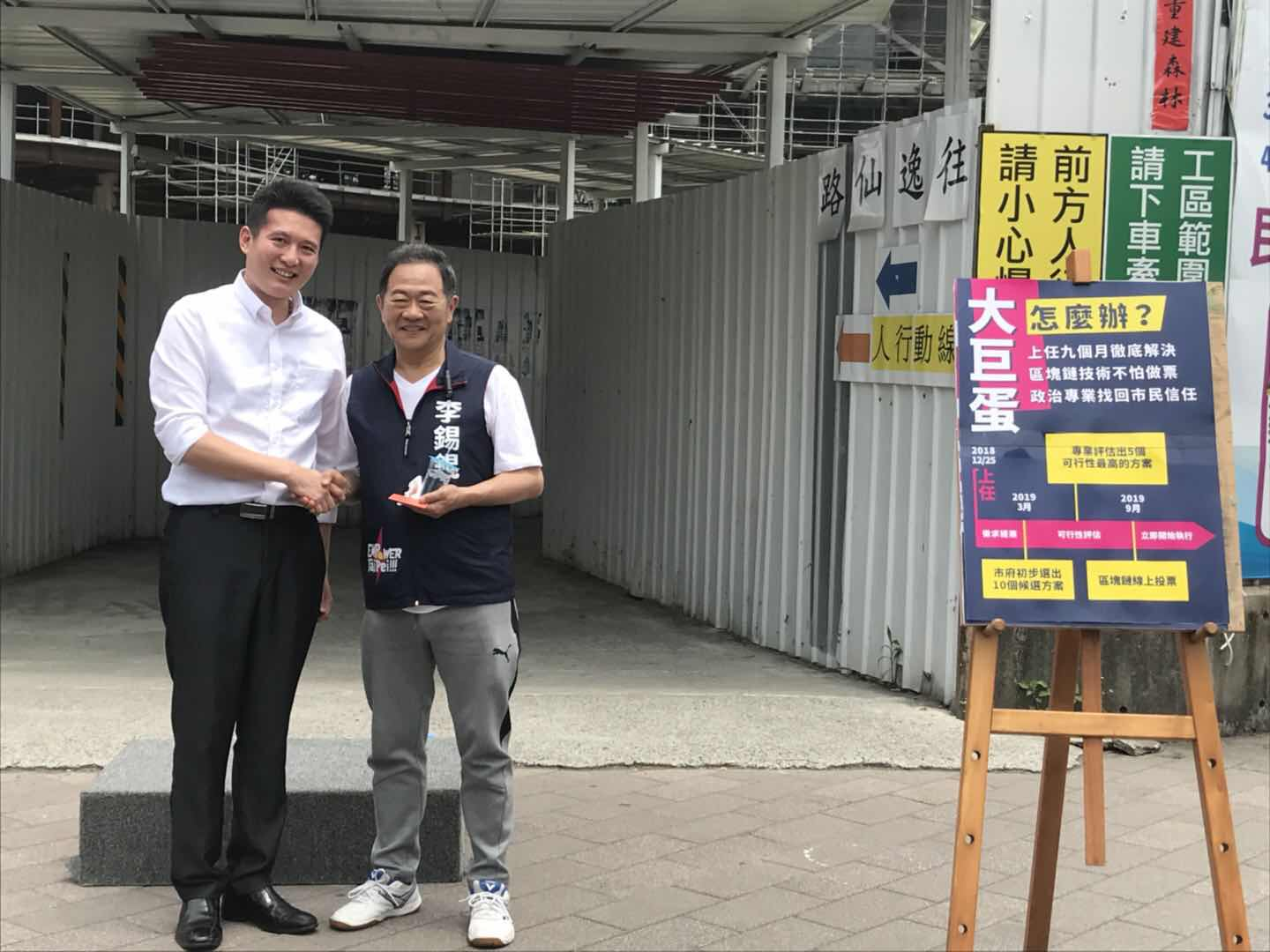
李錫錕和張凱鈞

### 家庭
張凱鈞出生於中華民國臺灣省彰化縣，父亲張義清为馬來西亞一中学校長，母林竺陵为國文老師。

### 早期經歷
國小就讀幸安國小，國中就讀大安國中，高中就讀台北市建國中學。
大學就讀國立台灣大學，1997年為台大學生會副會長、第一屆台大杜鵑花節創始人。美國匹茲堡大學碩士。曾任馬英九競選台北市長青年政策負責人、倫敦大學台灣同學會會長、英國倫敦大學客座教授、國防大學理工學院講師、致理技術學院助理教授、美國協和大學客座教授、廣東物聯網園區執行長，聯速科技創辦人，台灣一帶一路經貿促進協會廣東中山分會長、文明人權服務協會理事長，凱道小白花運動發起人。
2013年洪仲丘事件發生時，時任國防大學理工學院少校講師，上台演講支持中華民國國軍改革。
2014年自中華民國陸軍少校退役。
2016年，創辦聯速物聯網科創園，並成立物聯網園區，推動兩岸物聯網產業交流發展，推動與技職院校體系合作。主辦海峽兩岸物聯網論壇。
2018年5月4日，張凱鈞與台大教授、學生發起新五四運動，表達對於中華民國教育部校長聘任延宕的不滿，並呼籲校友辭官返回台大抗议。同年以無黨籍參選台北市大安、文山區議員，未當選。

### 台灣民眾黨時期
2019年，加入台灣民眾黨，於第一屆黨代表大會當選中央評議委員。
2022年，與陳鴻傑一同出版《試錯，我不想你失敗》。同年代表民眾黨參加第四屆新北市議員選舉（新店區、深坑區、石碇區、坪林區、烏來區）。
2022年9月，張凱鈞以議員參選人的身份，与立委邱臣遠接受坪林區民眾陳情，就國道5號坪林區南下匝道一遇到連續假日就會封閉，不便居民进出一事向高工局反映。
2022年11月，第四屆新北市議員選舉結果出爐，張凱鈞未能當選。
2023年2月，台灣民眾黨黨主席柯文哲成立「台商事務委員會」，由張凱鈞擔任主委。同年張凱鈞在第二屆黨代表大會當選中央委員。
2023年6月，張凱鈞參加第十五屆兩岸台商海峽論壇。
2024年6月15日，率團赴廈門參加第16屆海峽論壇，會見國台辦副主任潘賢掌，並表示民眾黨始終堅持「兩岸一家親」。對此，民眾黨表示張凱鈞是以個人名義參加海峽論壇，並非代表黨中央出席。民眾黨中央評議委員會又以張凱鈞未依《台灣民眾黨黨公職人員赴大陸地區》準則申請手續不完備為由，對其停權2個月。
2025年8月1日，因詐欺取財罪被判6個月有期徒刑，被民眾黨中評會停權1年半。

## 爭議

### 偽造文書
張凱鈞曾為國防大學理工學院兵器系統中心少校研發官，2008年奉派英國攻讀博士，於2013年洪仲丘事件後，被當時的軍事法庭偵辦偽造倫敦大學國王學院的繳費收據（金額為30,505英鎊，折合新臺幣約1,616,765元），軍檢廢除後，案轉桃園地檢署起訴。2020年4月，臺灣桃園地方法院判決張凱鈞犯下偽造文書罪，處有期徒刑五個月，得易科罰金。張凱鈞不服提起上訴，質問起訴至今沒見到起訴書所載單據正本，全案由高等法院審理，目前（2024年）已撤回上訴。

### 涉違法販售口罩
2023年7月，因為涉嫌在2021年未經核准自中國進口醫療級口罩，部分放在網路上販售，被台北地檢署依照違反藥事法起訴，張凱鈞表示同一批口罩進口，之前已獲不起訴處分，質疑当局双重标准。

## 選舉紀錄
| 年度 | 選舉屆數               | 選舉區           | 所屬政黨   | 得票數 | 得票率 | 當選標記 | 備註   |
| ---- | ---------------------- | ---------------- | ---------- | ------ | ------ | -------- | ------ |
| 2018 | 第十三屆臺北市議員選舉 | 臺北市第六選舉區 | 無黨籍     | 3,394  | 1.15%  |          | [ 37 ] |
| 2022 | 第四屆新北市議員選舉   | 新北市第九選舉區 | 臺灣民眾黨 | 15,301 | 9.50%  |          | [ 38 ] |

## 外部連結
- 張凱鈞的Facebook專頁
- YouTube上的張凱鈞頻道